# Arsin (hóa chất)
Arsin là một hợp chất vô cơ với công thức hóa học được quy định là AsH3. Hợp chất này tồn tại dưới dạng khí pnictogen hydride này là chất dễ bắt lửa, gây cháy nổ, và độc hại cao và cũng là một trong những hợp chất đơn giản nhất của arsen.
Mặc dù gây chết người, nó tìm thấy một số ứng dụng trong ngành công nghiệp bán dẫn và để tổng hợp các hợp chất organoarsenic. Thuật ngữ arsin (Arsine) thường được sử dụng để mô tả một loại hợp chất organoarsenic theo công thức AsH3-xRx, trong đó R = aryl hoặc ankyl. Ví dụ, As(C6H5)3, được gọi là triphenylarsin, được gọi là "một arsin".

## Độc tính
Độc tính của arsin khác với các hợpchất arsen khác. Đường tiếp xúc chính là do hít phải, mặc dù ngộ độc sau khi tiếp xúc với da cũng đã được biết đến. Arsin tấn công hemoglobin trong các tế bào hồng cầu, khiến chúng bị phá hủy bởi cơ thể.
Các dấu hiệu đầu tiên của phơi nhiễm, có thể mất vài giờ để trở nên rõ ràng, là nhức đầu, chóng mặt và buồn nôn, tiếp theo là các triệu chứng thiếu máu huyết. Trong trường hợp nặng, tổn thương thận có thể kéo dài.
Tiếp xúc với nồng độ arsin 250 ppm là gây tử vong nhanh: nồng độ 25-30 ppm gây tử vong trong 30 phút tiếp xúc, và nồng độ 10 ppm có thể gây tử vong trong thời gian tiếp xúc lâu hơn. Các triệu chứng ngộ độc xuất hiện sau khi tiếp xúc với nồng độ 0,5 ppm. Có rất ít thông tin về độc tính mạn tính của arsin, mặc dù đối với các hợp chất arseni khác, một phơi nhiễm lâu dài có thể dẫn tới arsenicosis.
Hợp chất được phân loại là chất có tính độc hại cao tại Hoa Kỳ theo quy định tại Mục 302 của Đạo luật Hoa Kỳ về Kế hoạch Khẩn cấp và Luật Phải biết Cộng đồng (42 USC 11002) và phải tuân theo các yêu cầu báo cáo nghiêm ngặt của các cơ sở sản xuất, hoặc sử dụng nó với số lượng đáng kể.